# Тиёда (посёлок)
Тиёда (яп. 千代田町 Тиёда-мати) — посёлок в Японии, находящийся в уезде Ора префектуры Гумма. Площадь посёлка составляет 21,76 км², население — 11 804 человека (1 июля 2014), плотность населения — 542,46 чел./км².

## Географическое положение
Посёлок расположен на острове Хонсю в префектуре Гумма региона Канто. С ним граничат города Татебаяси, Кумагая, Гёда и посёлки Оидзуми, Ора, Мейва.

## Население
Население посёлка составляет 11 804 человека (1 июля 2014), а плотность — 542,46 чел./км². Изменение численности населения с 1980 по 2005 годы:
| 1980 | 10 680 чел. |  |
| 1985 | 11 377 чел. |  |
| 1990 | 11 527 чел. |  |
| 1995 | 11 758 чел. |  |
| 2000 | 11 602 чел. |  |
| 2005 | 11 620 чел. |  |

## Символика
Деревом посёлка считается османтус, цветком — хризантема.